# FC Union Innsbruck
Der Fußballclub Union Innsbruck ist ein österreichischer Fußballverein aus Tirol. Er spielte ab 2010/11 in der drittklassigen Regionalliga West und stieg 2012 freiwillig in die Tiroler Landesliga ab. Die Vereinsfarbe ist blau. Ihre Heimspiele trägt die Mannschaft am Sportplatz Fennerkaserne im Innsbrucker Stadtzentrum aus.

## Geschichte
1965–1974: Anfangsjahre
| 1965–1974 | 1965–1974                 | 1965–1974                 | 1965–1974                 | 1965–1974                 | 1965–1974                 | 1965–1974                 | 1965–1974                 |
| Saison | Platz (Teiln.)            | Sp                        | S                         | U                         | N                         | Tore                      | Pkt.                      |
| 2. Klasse West | 2. Klasse West            | 2. Klasse West            | 2. Klasse West            | 2. Klasse West            | 2. Klasse West            | 2. Klasse West            | 2. Klasse West            |
| --- | ------------------------- | ------------------------- | ------------------------- | ------------------------- | ------------------------- | ------------------------- | ------------------------- |
| 1965/66 (1) | keine vollständigen Daten | keine vollständigen Daten | keine vollständigen Daten | keine vollständigen Daten | keine vollständigen Daten | keine vollständigen Daten | keine vollständigen Daten |
| 1966/67 | keine vollständigen Daten | keine vollständigen Daten | keine vollständigen Daten | keine vollständigen Daten | keine vollständigen Daten | keine vollständigen Daten | keine vollständigen Daten |
| 1967/68 | keine vollständigen Daten | keine vollständigen Daten | keine vollständigen Daten | keine vollständigen Daten | keine vollständigen Daten | keine vollständigen Daten | keine vollständigen Daten |
| 1968/69 | keine vollständigen Daten | keine vollständigen Daten | keine vollständigen Daten | keine vollständigen Daten | keine vollständigen Daten | keine vollständigen Daten | keine vollständigen Daten |
| 1969/70 | keine vollständigen Daten | keine vollständigen Daten | keine vollständigen Daten | keine vollständigen Daten | keine vollständigen Daten | keine vollständigen Daten | keine vollständigen Daten |
| 1970/71 | keine vollständigen Daten | keine vollständigen Daten | keine vollständigen Daten | keine vollständigen Daten | keine vollständigen Daten | keine vollständigen Daten | keine vollständigen Daten |
| 1971/72 | keine vollständigen Daten | keine vollständigen Daten | keine vollständigen Daten | keine vollständigen Daten | keine vollständigen Daten | keine vollständigen Daten | keine vollständigen Daten |
| 1972/73 | 01.                       | keine vollständigen Daten | keine vollständigen Daten | keine vollständigen Daten | keine vollständigen Daten | keine vollständigen Daten | keine vollständigen Daten |
| 1. Klasse West |                           |                           |                           |                           |                           |                           |                           |
| 1973/74 | keine vollständigen Daten | keine vollständigen Daten | keine vollständigen Daten | keine vollständigen Daten | keine vollständigen Daten | keine vollständigen Daten | keine vollständigen Daten |
| 1974/75 K1 (1) | keine vollständigen Daten | keine vollständigen Daten | keine vollständigen Daten | keine vollständigen Daten | keine vollständigen Daten | keine vollständigen Daten | keine vollständigen Daten |
| 1975/76 | 05. (10)                  | 18                        | 08                        | 01                        | 09                        | 43:40                     | 17                        |
| 1976/77 (2) | keine vollständigen Daten | keine vollständigen Daten | keine vollständigen Daten | keine vollständigen Daten | keine vollständigen Daten | keine vollständigen Daten | keine vollständigen Daten |
| 1977/78 K1 | keine vollständigen Daten | keine vollständigen Daten | keine vollständigen Daten | keine vollständigen Daten | keine vollständigen Daten | keine vollständigen Daten | keine vollständigen Daten |
| 1978/79 | keine vollständigen Daten | keine vollständigen Daten | keine vollständigen Daten | keine vollständigen Daten | keine vollständigen Daten | keine vollständigen Daten | keine vollständigen Daten |
| 1979/80 (1) | keine vollständigen Daten | keine vollständigen Daten | keine vollständigen Daten | keine vollständigen Daten | keine vollständigen Daten | keine vollständigen Daten | keine vollständigen Daten |
| Legende |                           |                           |                           |                           |                           |                           |                           |
| | Aufstieg                  |                           |                           |                           |                           |                           |                           |
| K1 Änderung des Meisterschaftsmodus und Umbenennung der Liga. (1) Die ersten Saisonen betritt die Spiele unter dem Namen Union KJ Innsbruck. (1) 1974/75: Spielgemeinschaft mit dem SV Natters. |                           |                           |                           |                           |                           |                           |                           |

Der Verein wurde 1965 in der Pfarre des Stadtteils Saggen vom dortigen Seelsorger und zwei Gruppenführern der katholischen Jugend als Union katholischer Jugend gegründet und stieg in der untersten Klasse des Tiroler Fußballverbands, der 2. Klasse, in den Spielbetrieb ein. 1973 gelang erstmals der Aufstieg in die 1. Klasse West. In der zweiten Saison bestritt die FC Union Innsbruck in einer Spielgemeinschaft mit dem SV Natters. Nach dieser Saison löste sich die Spielgemeinschaft auf und spielte als selbständiger Verein in der 1. Klasse West
1980–1989: Spielgemeinschaft mit MK Innsbruck
| 1980–1989 | 1980–1989                 | 1980–1989                 | 1980–1989                 | 1980–1989                 | 1980–1989                 | 1980–1989                 | 1980–1989                 |
| Saison | Platz (Teiln.)            | Sp                        | S                         | U                         | N                         | Tore                      | Pkt.                      |
| 1. Klasse West | 1. Klasse West            | 1. Klasse West            | 1. Klasse West            | 1. Klasse West            | 1. Klasse West            | 1. Klasse West            | 1. Klasse West            |
| --- | ------------------------- | ------------------------- | ------------------------- | ------------------------- | ------------------------- | ------------------------- | ------------------------- |
| 1980/81 K1 | keine vollständigen Daten | keine vollständigen Daten | keine vollständigen Daten | keine vollständigen Daten | keine vollständigen Daten | keine vollständigen Daten | keine vollständigen Daten |
| 1981/82 | keine vollständigen Daten | keine vollständigen Daten | keine vollständigen Daten | keine vollständigen Daten | keine vollständigen Daten | keine vollständigen Daten | keine vollständigen Daten |
| 1982/83 | keine vollständigen Daten | keine vollständigen Daten | keine vollständigen Daten | keine vollständigen Daten | keine vollständigen Daten | keine vollständigen Daten | keine vollständigen Daten |
| 1983/84 | 01.                       | keine vollständigen Daten | keine vollständigen Daten | keine vollständigen Daten | keine vollständigen Daten | keine vollständigen Daten | keine vollständigen Daten |
| Gebietsliga West |                           |                           |                           |                           |                           |                           |                           |
| 1984/85 | 01.                       | keine vollständigen Daten | keine vollständigen Daten | keine vollständigen Daten | keine vollständigen Daten | keine vollständigen Daten | keine vollständigen Daten |
| Landesliga West |                           |                           |                           |                           |                           |                           |                           |
| 1985/86 K1 | 01.                       | keine vollständigen Daten | keine vollständigen Daten | keine vollständigen Daten | keine vollständigen Daten | keine vollständigen Daten | keine vollständigen Daten |
| Tiroler Liga |                           |                           |                           |                           |                           |                           |                           |
| 1986/87 | keine vollständigen Daten | keine vollständigen Daten | keine vollständigen Daten | keine vollständigen Daten | keine vollständigen Daten | keine vollständigen Daten | keine vollständigen Daten |
| Landesliga West |                           |                           |                           |                           |                           |                           |                           |
| 1987/88 | keine vollständigen Daten | keine vollständigen Daten | keine vollständigen Daten | keine vollständigen Daten | keine vollständigen Daten | keine vollständigen Daten | keine vollständigen Daten |
| 1988/89 (1) | keine vollständigen Daten | keine vollständigen Daten | keine vollständigen Daten | keine vollständigen Daten | keine vollständigen Daten | keine vollständigen Daten | keine vollständigen Daten |
| Legende |                           |                           |                           |                           |                           |                           |                           |
| | Aufstieg                  |                           |                           |                           |                           |                           |                           |
| | Abstieg                   |                           |                           |                           |                           |                           |                           |
| K1 Änderung des Meisterschaftsmodus und Umbenennung der Liga. (1) Die Spielgemeinschaft mit MK Innsbruck wurde aufgelöst, der Verein spielt unter Union Innsbruck weiter. |                           |                           |                           |                           |                           |                           |                           |

Nach einigen eigenständigen Jahren und der Umbenennung in Union Innsbruck folgte 1980 der Zusammenschluss mit der MK Innsbruck, dem Jugendzentrum der Jesuiten, was sich als äußerst erfolgreich erwies: In den neun Jahren als Union MK Innsbruck entwickelte sich der Nachwuchsbetrieb nach Vereinsaussage „zu einem der größten in ganz Tirol“ und veranstaltete Sommerlager in aller Welt. Zudem feierte die Kampfmannschaft von 1984 bis 1986 drei Meistertitel in Folge und stieß so über Gebietsliga West (1984/85) und Landesliga West (1985/86) bis in die Tiroler Liga, die vierthöchste Österreichische Spielstufe, vor. Dort konnte man sich allerdings nicht halten und stieg nach nur einer Saison wieder in die Landesliga West ab. Im folgenden Jahrzehnt bewegte sich die Union Innsbruck meist im Mittelfeld dieser Liga.
1989–2006: Landesliga West bis Tiroler Liga
| 1989–2006                                                                                                 | 1989–2006       | 1989–2006       | 1989–2006       | 1989–2006       | 1989–2006       | 1989–2006       | 1989–2006       |
| Saison | Platz (Teiln.)  | Sp              | S               | U               | N               | Tore            | Pkt.            |
| Landesliga West                                                                                           | Landesliga West | Landesliga West | Landesliga West | Landesliga West | Landesliga West | Landesliga West | Landesliga West |
| --- | --------------- | --------------- | --------------- | --------------- | --------------- | --------------- | --------------- |
| 1989/90                                                                                                   | 10. (12)        | 22              | 04              | 06              | 12              | 24:40           | 14              |
| 1990/91                                                                                                   | 05. (12)        | 22              | 07              | 07              | 08              | 40:36           | 21              |
| 1991/92                                                                                                   | 10. (12)        | 22              | 03              | 06              | 13              | 23:43           | 12              |
| 1992/93                                                                                                   | 06. (12)        | 22              | 09              | 04              | 09              | 48:45           | 22              |
| 1993/94                                                                                                   | 07. (12)        | 22              | 07              | 04              | 11              | 33:41           | 18              |
| 1994/95                                                                                                   | 09. (12)        | 22              | 05              | 03              | 14              | 29:54           | 13              |
| 1995/96 K2                                                                                                | 12. (12)        | 22              | 05              | 02              | 15              | 29:68           | 17              |
| 1996/97                                                                                                   | 14. (14)        | 26              | 07              | 04              | 15              | 32:49           | 25              |
| Gebietsliga West                                                                                          |                 |                 |                 |                 |                 |                 |                 |
| 1997/98                                                                                                   | 06. (12)        | 22              | 07              | 05              | 10              | 29:32           | 26              |
| 1998/99                                                                                                   | 03. (12)        | 22              | 14              | 03              | 05              | 59:28           | 45              |
| 1999/2000                                                                                                 | 02. (12)        | 22              | 15              | 04              | 03              | 58:30           | 49              |
| 2000/01                                                                                                   | 01. (12)        | 22              | 16              | 02              | 04              | 57:35           | 50              |
| Landesliga West                                                                                           |                 |                 |                 |                 |                 |                 |                 |
| 2001/02                                                                                                   | 10. (14)        | 26              | 09              | 04              | 13              | 48:50           | 31              |
| 2002/03                                                                                                   | 02. (14)        | 22              | 15              | 05              | 06              | 59:38           | 50              |
| telesystem Tirol Liga                                                                                     |                 |                 |                 |                 |                 |                 |                 |
| 2003/04                                                                                                   | 16. (16)        | 30              | 04              | 10              | 16              | 42:78           | 22              |
| Landesliga West                                                                                           |                 |                 |                 |                 |                 |                 |                 |
| 2004/05                                                                                                   | 05. (14)        | 26              | 13              | 03              | 10              | 57:45           | 42              |
| 2005/06                                                                                                   | 04. (14)        | 26              | 13              | 03              | 10              | 64:52           | 42              |
| Legende                                                                                                   |                 |                 |                 |                 |                 |                 |                 |
| | Aufstieg        |                 |                 |                 |                 |                 |                 |
| | Abstieg         |                 |                 |                 |                 |                 |                 |
| K1 Änderung des Meisterschaftsmodus und Umbenennung der Liga. K2 1995/96: Einführung der Dreipunkteregel. |                 |                 |                 |                 |                 |                 |                 |

Nach der Auflösung der Spielgemeinschaft mit der MK Innsbruck spielte die Union in der Landesliga West. 1995 trennte die Mannschaft jedoch nur zwei Punkte vom Abstieg und die folgenden beiden Saisonen sollten noch schlechter verlaufen: Trotz des letzten Platzes 1995/96 durfte man die Klasse halten, ein Jahr später bedeutete der erneute letzte Platz hingegen den Abstieg in die sechstklassige Gebietsliga West.
Nach einer Saison im Mittelfeld 1997/98 folgten zunächst die Plätze drei und zwei, und 2000/01 schließlich der überlegene Meistertitel und Wiederaufstieg. Die Saison 2001/02 beendete die Union noch auf Platz 10, bereits 2002/03 landete sie nur fünf Punkte hinter dem FC Zirl auf Rang zwei und stieg statt des Meisters in die viertklassige telesystem Tirol Liga auf. Dort ereilte den Verein allerdings das gleiche Schicksal wie schon 1987 – der postwendende Wiederabstieg. Die Saisonen 2004/05 und 2005/06 beendete die Mannschaft als Fünfter und Vierter im vorderen Feld der Landesliga West.
2006–2010: Spielgemeinschaft SVG Reichenau / Union Innsbruck
| 2006–2010                                                                         | 2006–2010       | 2006–2010       | 2006–2010       | 2006–2010       | 2006–2010       | 2006–2010       | 2006–2010       |
| Saison                                                                            | Platz (Teiln.)  | Sp              | S               | U               | N               | Tore            | Pkt.            |
| Landesliga West                                                                   | Landesliga West | Landesliga West | Landesliga West | Landesliga West | Landesliga West | Landesliga West | Landesliga West |
| --------------------------------------------------------------------------------- | --------------- | --------------- | --------------- | --------------- | --------------- | --------------- | --------------- |
| 2006/07 (1)                                                                       | 01. (14)        | 26              | 17              | 03              | 06              | 82:41           | 54              |
| telesystem Tirol Liga                                                             |                 |                 |                 |                 |                 |                 |                 |
| 2007/08                                                                           | 08. (16)        | 30              | 11              | 10              | 09              | 58:64           | 43              |
| UPC Tirol Liga                                                                    |                 |                 |                 |                 |                 |                 |                 |
| 2008/09                                                                           | 04. (16)        | 30              | 14              | 05              | 11              | 45:41           | 47              |
| 2009/10 (2)                                                                       | 01. (16)        | 30              | 21              | 04              | 05              | 75:35           | 40              |
| Legende                                                                           |                 |                 |                 |                 |                 |                 |                 |
|                                                                                   | Aufstieg        |                 |                 |                 |                 |                 |                 |
| (1) Spielgemeinschaft mit der SVG Reichenau. (2) Auflösung der Spielgemeinschaft. |                 |                 |                 |                 |                 |                 |                 |

Historisches Logo der Spielvereinigung

Von der Saison 2006/07 bis zur Saison 2009/10 bildete der FC Union Innsbruck eine Spielvereinigung mit der SVG Reichenau. Die erste Mannschaft der SVG Reichenau / Union Innsbruck, die in diesen Jahren in der drittklassigen Regionalliga West spielte, trat in den rot-weiß-schwarzen Dressen der SVG Reichenau an und nannte den dortigen Sportplatz ihr Zuhause. Die zweite Mannschaft, die 2006/07 in der fünftklassigen Landesliga West startete, trug die blauen Vereinsfarben des FC Union und bestritt seine Heimspiele am Sportplatz Fennerkaserne.
Ähnlich wie in den 1980er-Jahren brachte die Zeit der Spielgemeinschaft auch diesmal große Erfolge für die Union. Bereits im ersten Jahr schaffte man durch ein Herzschlagfinale den neuerlichen Aufstieg in die telesystem Tirol Liga: Nachdem die Mannschaft einen 11-Punkte-Rückstand aus dem Herbst aufgeholt hatte, kam es am letzten Spieltag zum direkten Duell mit dem punktegleichen Aufstiegsaspiranten SV Raika Längenfeld. Aufgrund des um acht Tore besseren Torverhältnisses hätte Längenfeld bereits ein Unentschieden gereicht, die Innsbrucker entschieden jedoch vor eigenem Publikum das Spiel mit 3:0 für sich. In den folgenden beiden Saisonen belegte die SPG Reichenau / Union Innsbruck 1b die Plätze 8 und 4, bevor sie sich am allerletzten Spieltag 2009/10 erstmals zum Meister der mittlerweile in UPC Tirol Liga umbenannten Liga krönte.
Der ersten Mannschaft glückte in diesem Jahr zudem der Einzug ins Finale des Tiroler Cups. Dort konnten die Innsbrucker am 9. Juni 2010 gegen den FC Kufstein in einem dramatischen Finish ein 0:2 noch ausgleichen, unterlagen jedoch letztendlich im Elfmeterschießen.
Bereits zuvor hatte sich zu Beginn der Frühjahrsmeisterschaft im März 2010 die paradoxe Situation ergeben, dass das zweite Team der Spielgemeinschaft (die Union) vor dem Aufstieg in die Regionalliga West stand, während das erste Team (die Reichenau) vom Abstieg aus ebendieser Liga bedroht war. Aus diesem Grund beschlossen die Verantwortlichen die Auflösung der Spielgemeinschaft per Saisonende 2009/10.
Seit 2010: Wieder als Union Innsbruck
| seit 2010         | seit 2010         | seit 2010         | seit 2010         | seit 2010         | seit 2010         | seit 2010         | seit 2010         |
| Saison            | Platz (Teiln.)    | Sp                | S                 | U                 | N                 | Tore              | Pkt.              |
| Regionalliga West | Regionalliga West | Regionalliga West | Regionalliga West | Regionalliga West | Regionalliga West | Regionalliga West | Regionalliga West |
| ----------------- | ----------------- | ----------------- | ----------------- | ----------------- | ----------------- | ----------------- | ----------------- |
| 2010/11           | 13. (16)          | 30                | 08                | 05                | 17                | 39:74             | 29                |
| 2011/12           | 14. (16)          | 30                | 07                | 03                | 10                | 35:87             | 24                |
| UPC Tirol Liga    |                   |                   |                   |                   |                   |                   |                   |
| 2012/13           | 07. (16)          | 30                | 12                | 08                | 10                | 51:48             | 44                |
| 2013/14           | 06. (16)          | 30                | 15                | 04                | 11                | 68:54             | 49                |
| 2014/15           | 05. (16)          | 30                | 14                | 05                | 11                | 60:44             | 47                |
| 2015/16           | 04. (16)          | 30                | 13                | 11                | 06                | 51:42             | 50                |
| 2016/17           | 013. (16)         | 30                | 11                | 01                | 18                | 54:58             | 34                |
| 2017/18           | 11. (16)          | 30                | 07                | 13                | 10                | 47:65             | 34                |
| 2018/19           | 16. (16)          | 30                | 05                | 03                | 22                | 33:96             | 18                |
| Hypo Tirol Liga   |                   |                   |                   |                   |                   |                   |                   |
| 2019/20           | 14. (16)          | 15                | 03                | 02                | 10                | 22:37             | 11                |
| 2020/21           | 16. (16)          | 15                | 02                | 01                | 12                | 18:53             | 7                 |
| 2021/22           | 09. (16)          | 30                | 13                | 05                | 12                | 63:66             | 44                |
| 2022/23           | . (16)            |                   | 0                 | 0                 |                   | :                 |                   |
| Legende           |                   |                   |                   |                   |                   |                   |                   |
|                   | Aufstieg          |                   |                   |                   |                   |                   |                   |
|                   | Abstieg           |                   |                   |                   |                   |                   |                   |

Da die erste Mannschaft den Klassenerhalt und die zweite Mannschaft den Aufstieg fixierte, gingen die beiden Mannschaften als gleichwertige Konkurrenten in die Regionalliga-Saison 2010/11. Dort konnte sich allerdings nur die vormalige zweite Mannschaft, die Union, als 13. halten, während die Reichenau als Vorletzter abstieg. In der Folgesaison 2011/12 belegte die Union Innsbruck den 14. Platz und sicherte sich aus sportlicher Sicht erneut den Klassenerhalt, jedoch hatte die Vereinsführung aus wirtschaftlichen Erwägungen den freiwilligen Rückzug aus der Regionalliga beschlossen. Da gleichzeitig die SVG Reichenau trotz Landesliga-Titel, auf den neuerlichen Aufstieg in die Regionalliga verzichtete, standen sich die beiden Vereine zwei Jahre später eine Liga tiefer erneut als Gegner gegenüber. Abseits des Meisterschaftsbetriebs stieß der FC Union Innsbruck 2010/11 ins Viertelfinale des Kerschdorfer Tirol Cups vor und schaffte 2011/12 durch Siege gegen Regionalliga-Konkurrenten SC Rheindorf Altach II sowie Landesligist SV Grieskirchen den Einzug in die zweite Runde des ÖFB-Cups, unterlag dort jedoch Vorjahresfinalist SC Austria Lustenau mit 0:7.

## Stadion
Der FC Union Innsbruck bestreitet seine Heimspiele am Sportplatz Fennerkaserne im Innsbrucker Stadtzentrum. Aufgrund des sich abzeichnenden Aufstiegs wurde es im Frühjahr 2010 zu einem regionalligatauglichen kleine[n] Schmuckkästchen (so Obmann Hermann Lener) ausgebaut. Da sich Stadt Innsbruck und Land Tirol im Februar 2012 zu einem Neubau des angrenzenden Management Center Innsbruck entschieden, soll der Sportplatz in Richtung Norden verschoben und um 90 Grad gedreht werden. Zudem ist statt der Container des „Schmuckkästchens“ eine fixe Tribüne samt Kabinen und Kantine geplant, wodurch sich der Verein „endlich einmal auch eine 'richtige' Heimstätte“ erwartet.

## Titel und Erfolge
- - 1 × Meister der 2. Klasse Mitte (8): 1973
  - 1 × Meister der 1. Klasse Mitte (7): 1984
  - 2 × Meister der Gebietsliga West (6): 1985, 2001
  - 2 × Meister der Landesliga West (5): 1986, 2007
  - 1 × Meister der Tiroler Liga (4): 2010